# 広島大学大学院先進理工系科学研究科
広島大学大学院先進理工系科学研究科（ひろしまだいがくだいがくいんせんしんりこうけいかがくけんきゅうか、英称：Graduate School of Advanced Science and Engineering）は、広島大学に設置される大学院研究科の一つであり、既存の理学・工学系の研究科・専攻を再編・統合した理学・工学系の研究科である。
既存の理学・工学系の専攻を有機的に統合して多様な社会的要求に応えるために、柔軟な教育研究組織として新たな研究科に再編した。

## 研究科の構成
柔軟な教育研究組織として、専攻は先進理工系科学専攻（Division of Advanced Science and Engineering）ひとつにし、既存の、総合科学研究科、理学研究科、先端物質科学研究科、工学研究科、国際協力研究科の5研究科に17あった専攻を、一部を含め再編して、1専攻14プログラム（旧専攻）及び広島大学・ライプツィヒ大学国際連携サステイナビリティ学専攻（ジョイント・ディグリー・プログラム）の、合計15学位プログラムで構成。
幅広い分野の専門基盤を確立できる学位プログラムとして、理学研究科の (1) 数学専攻,(2) 物理学専攻,(3) 地球惑星システム学専攻,(4) 基礎化学専攻,を理学系としてつぎのように再編。
(1) 数学プログラム，(2) 物理学プログラム，(3) 地球惑星システム学プログラム，(4) 基礎化学プログラム、
工学研究科の(5)応用化学専攻, (6)化学工学専攻, (7)システムサイバネティクス専攻, (8)機械システム工学機械物理工学専攻, (9)輸送・環境システム専攻, (10)社会基盤環境工学専攻, (11)建築学専攻 を工学系としてとしてつぎのように再編。
(5) 応用化学プログラム，(6) 化学工学プログラム，(7) 電気システム制御プログラム，(8) 機械工学プログラム，(9) 輸送・環境システムプログラム，(10) 建築学プログラム，(11) 社会基盤環境工学
工学研究科の(12)情報工学専攻を、理学・工学を含む様々な専門領域において必要とされるデータ・情報の処理分析能力他、社会的要請に応える学位プログラムとしてつぎのように再編。
(12) 情報科学プログラム
先端物質科学研究科からは、量子物質科学専攻を、物質基礎科学，物性物理学と電子工学を横断的に学ぶことも可能な学位プログラムとしてつぎのように再編。
(13) 量子物質科学プログラム
また、日本人学生と留学生が分野の垣根を越えてアプローチできる２つのプログラムとして、総合科学研究科理工学融合プログラム(環境自然科学分野)を理学・工学領域における専門分野を基盤としながら，国内外で顕在化する複合的に絡み合う社会的ニーズや課題に対して，自然指向型，人間指向型の俯瞰的視野に立って既存の学問体系を横断・融合する教育研究を実践しする学位プログラムとしてつぎのように再編。
(14) 理工学融合プログラム
国際協力研究科理工学融合プログラム(開発科学分野))を大学院人間社会科学研究科の広島大学・グラーツ大学国際連携サステイナビリティ学専攻と共に広島大学にとって初めて開設した国際連携専攻（ジョイント・ディグリープログラム）へとしてつぎのように再編。
(15)広島大学・ライプツィヒ大学国際連携サステイナビリティ学専攻

## 沿革

### 理学系の経緯
- 1953年（昭和28年）広島大学大学院理学研究科を設置。すべての専攻に修士課程・博士課程がおかれる。構成は、（1)数学専攻（2)物理学専攻（3)化学専攻（4)動物学専攻（5)植物学専攻（6)地質学鉱物学専攻
- 1968年（昭和43年）理学研究科物性学専攻修士課程設置。
- 1970年（昭和45年）理学研究科物性学専攻博士課程設置。
- 1991年（平成3年）9月、一部の附属施設を除き理学教室が東広島市統合移転地に移転完了。
- 1993年（平成5年）4月、大学院理学研究科の動物学専攻及び植物学専攻を生物科学専攻に改称。
- 1996年（平成8年）4月、大学院理学研究科の地質学鉱物学専攻が地球惑星システム学専攻に改称。
- 1998年（平成10年）4月、大学院理学研究科の物理学専攻と物性学専攻を物理科学専攻に改組。
- 1999年（平成11年）～2000年（平成12年）、大学院重点化により理学研究科も改組。数理分子生命理学専攻を設置。

(1)数学専攻、(2)物理科学専攻、(3)化学専攻、(4)生物科学専攻、(5)数理分子生命理学専攻、(6)地球惑星システム学専攻に。
- 2000年（平成12年）学部附属施設の研究科附属施設への移行 （臨海実験所、宮島自然植物実験所、両生類研究施設、植物遺伝子保管実験施設）
- 2004年（平成16年）国立大学法人に移行。
- 2019年（平成31年）4月、附属臨海実験所、附属宮島自然植物実験所及び附属植物遺伝子保管実験施設を統合生命科学研究科へ移行。
- 2020年（令和2年）4月、数学専攻、物理科学専攻、化学専攻及び地球惑星システム学専攻を先進理工系科学研究科へ移行

### 工学系の経緯
- 1954年（昭和29年）広島大学工学部に工学専攻科を設置。(1)機械工学専攻, (2)電気工学専攻, (3)工業化学専攻, (4)醗酵工学専攻がおかれる。
- 1960年（昭和35年）工学専攻科に(5)船舶工学専攻, (6)土木建築工学専攻, (7)工業経営学専攻を設置。
- 1963年（昭和38年）大学院工学研究科修士課程を設置。(1)機械工学専攻, (2)電気工学専攻, (3)応用化学専攻, (4)醗酵工学専攻, (5)船舶工学専攻, (6)土木工学専攻, (7)建築学専攻, (8)工業経営学専攻, (9)化学工学専攻がおかれる。
- 1965年（昭和40年）(8)工業経営学専攻を経営工学専攻と名称変更。修士課程(9)精密工学専攻を設置。
- 1977年（昭和52年）大学院工学研究科博士課程を開設。(1)材料工学専攻, (2)システム工学専攻, (3)移動現象工学専攻, (4)設計工学専攻, (5)工業化学専攻, (6)構造工学専攻, (7)環境工学専攻がおかれる。
- 1982年（昭和57年）広島市中区から東広島市に移転。
- 1986年（昭和61年）(8)情報工学専攻博士課程を設置。
- 1997年（平成 9年）(9)分子生命機能科学専攻を設置。
- 1998年（平成10年）(9)分子生命機能科学専攻を大学院先端物質科学研究科へ移行。
- 2001年（平成13年）大学院講座化（大学院重点化）により既存の組織専攻（修士・博士）を(1)機械システム工学講座, (2)複雑システム工学講座, (3)情報工学講座, (4)物質化学システム講座, (5)社会環境システム講座と５つの専攻へ改組。
- 2004年（平成16年）国立大学法人に移行。
- 2010年（平成22年）大学院工学研究科を教育組織と教員組織に分離。教育組織として大学院工学研究科博士課程, 教員組織として大学院工学研究院に再編。
  - 大学院工学研究科博士課程を(1)機械システム工学専攻、(2)機械物理工学専攻、(3)システムサイバネティクス専攻, (4)情報工学専攻, (5)化学工学専攻, (6)応用化学専攻, (7)社会基盤環境工学専攻, (8)輸送・環境システム専攻, (9)建築学専攻、の9専攻に改組。
  - 大学院工学研究院に７部門がおかれる。(1)機械システム・応用力学部門, (2)エネルギー・環境部門, (3)材料・生産加工部門, (4)電気電子システム数理部門, (5)情報部門, (6)物質化学工学部門, (7)社会環境空間部門
- 2017年（平成29年）大学院工学研究院廃止。
- 2020年（令和2年）大学院を研究科に再移行、大学院先進理工系科学研究科発足。工学系各専攻と大学院先端物質科学研究科から量子物質科学専攻を先進理工系科学研究科へ移行。